# Тестій
Тестій, також Фестій (грец. Θέστιος) — син Ареса (або Агенора) і Демоніки; володар Плеврону в Етолії, чоловік Левкіппі (або Деїдамії). Його синів повбивав Мелеагр.